# Антонешты (Кантемирский район)
Антонешты, Антонешть (рум. Antonești) — село в Кантемирском районе Молдавии. Является административным центром коммуны Антонешты, включающей также село Лека.

## География
Село расположено на высоте 56 метров над уровнем моря.

## Население
По данным переписи населения 2004 года, в селе Антонешть проживает 1042 человека (515 мужчин, 527 женщин).
Этнический состав села:
| Национальность | Число жителей | Процентный состав |
| -------------- | ------------- | ----------------- |
| молдаване      | 764           | 73,32             |
| болгары        | 257           | 24,66             |
| русские        | 7             | 0,67              |
| румыны         | 7             | 0,67              |
| украинцы       | 6             | 0,58              |
| прочие         | 1             | 0,1               |
| Всего          | 1042          | 100 %             |